# Pseudotheta
Pseudotheta is een geslacht van vlinders van de familie sikkelmotten (Oecophoridae), uit de onderfamilie Oecophorinae.

## Soorten
- P. astigmatica Meyrick, 1928
- P. euspila Turner, 1932
- P. syrtica Meyrick, 1902